# José María Pérez de Lema
José María Pérez de Lema y Tejero (?-Madrid, 12 de febrero de 1984) fue un militar español.

## Biografía
Hacia el final de la dictadura franquista ocupó importantes puestos militares: Gobernador general de la Provincia del Sáhara (1967-1971), Capitán general de la VI Región Militar (1971-1972), y Capitán general de Canarias (1972-1974). En octubre de 1978, ostentando el rango de teniente general, pasó a la reserva.

## Familia
Estuvo casado con María Dolores Munilla Montero de Espinosa.